# Праскави сугласник
Праскави, плозивни или оклузивни сугласник производи се заустављањем струје ваздуха.
Примери плозива су гласови [п], [т], [к], [б], [д], [г].